# Armaturatanais trispinipodus
Armaturatanais trispinipodus is een naaldkreeftjessoort . De wetenschappelijke naam van de soort is voor het eerst geldig gepubliceerd in 2006 door Larsen.